# Elezioni presidenziali negli Stati Uniti d'America del 1992

Voti nel Collegio Elettorale: Bill Clinton/Al Gore (370); George H.W. Bush/Dan Quayle (168); Ross Perot/James Stockdale (0).

Le elezioni presidenziali negli Stati Uniti d'America del 1992 si svolsero il 3 novembre. La sfida oppose il presidente repubblicano uscente George H. W. Bush, il candidato democratico Bill Clinton e l'indipendente Ross Perot.
Dopo la conclusione vittoriosa della prima guerra del Golfo, a molti politologi parve che Bush godesse d'un consenso difficilmente scalfibile: secondo alcuni fu questa la ragione che spinse uno dei più popolari esponenti democratici, Mario Cuomo, a rinunciare alla candidatura alle primarie dell'Asinello.
Bush, tuttavia, scontò il fallimento delle proprie politiche economiche, nonché l'entrata in campo del miliardario Ross Perot, che - candidandosi alla presidenza da indipendente - drenò molti consensi conservatori dal Partito Repubblicano, ottenendo il miglior risultato per un "non schierato" da oltre vent'anni. Ciò spinse il candidato democratico Clinton in vantaggio nei sondaggi e infine, il 3 novembre 1992, alla vittoria con 370 voti elettorali.

## Risultati
| Candidati              | Candidati             | Partiti              | Voti        | %     | Delegati |
| Presidente             | Vicepresidente        | Partiti              | Voti        | %     | Delegati |
| ---------------------- | --------------------- | -------------------- | ----------- | ----- | -------- |
| Bill Clinton (AR)      | Al Gore (TN)          | Partito Democratico  | 44 909 889  | 43,01 | 370      |
| George H. W. Bush (TX) | Dan Quayle (IN)       | Partito Repubblicano | 39 104 545  | 37,45 | 168      |
| Ross Perot (TX)        | James Stockdale (CA)  | Indipendente         | 19 742 267  | 18,91 | –        |
| Andre Marrou (AK)      | Nancy Lord (NV)       | Partito Libertario   | 291 628     | 0,28  | –        |
| Bo Gritz               | Cy Minett             | Partito Populista    | 107 002     | 0,10  | –        |
| Lenora Fulani          | Maria Elizabeth Muñoz | Nuova Alleanza       | 73 708      | 0,07  | –        |
| Howard Phillips        | Albion Knight, Jr.    | Taxpayers            | 43 398      | 0,04  | –        |
| Altri candidati        | -                     | -                    | 154 222     | 0,15  | –        |
| Totale                 | Totale                | Totale               | 104 426 659 | 100   | 538      |

| Bill Clinton      |  | 43,01% |
| George H. W. Bush |  | 37,45% |
| Ross Perot        |  | 18,91% |
| Andre Marrou      |  | 0,28%  |
| Altri             |  | 0,36%  |

     Clinton (370)
     Bush (168)

## Statistiche
voto presidenziale per gruppi sociali (dati in percentuale).
| % 1992               | Gruppo sociale                       | 1992    | 1992 | 1992  | 1996    | 1996 | 1996  |
| % 1992               | Gruppo sociale                       | Clinton | Bush | Perot | Clinton | Dole | Perot |
| -------------------- | ------------------------------------ | ------- | ---- | ----- | ------- | ---- | ----- |
| Voti totali          | Voti totali                          | 43      | 37   | 19    | 49      | 41   | 8     |
| Partito e ideologia  |                                      |         |      |       |         |      |       |
| 2                    | Repubblicani Liberali                | 17      | 54   | 30    | 44      | 48   | 9     |
| 13                   | Repubblicani Moderati                | 15      | 63   | 21    | 20      | 72   | 7     |
| 21                   | Repubblicani Conservatori            | 5       | 82   | 13    | 6       | 88   | 5     |
| 4                    | Indipendenti di sinistra             | 54      | 17   | 30    | 58      | 15   | 18    |
| 15                   | Indipendenti moderati                | 43      | 28   | 30    | 50      | 30   | 17    |
| 7                    | Indipendenti di destra               | 17      | 53   | 30    | 19      | 60   | 19    |
| 13                   | Democratici Progressisti             | 85      | 5    | 11    | 89      | 5    | 4     |
| 20                   | Democratici Centristi                | 76      | 9    | 15    | 84      | 10   | 5     |
| 6                    | Democratici Conservatori (e Teo-Dem) | 61      | 23   | 16    | 69      | 23   | 7     |
| Sesso e stato civile |                                      |         |      |       |         |      |       |
| 33                   | Uomini sposati                       | 38      | 42   | 21    | 40      | 48   | 10    |
| 33                   | Donne sposate                        | 41      | 40   | 19    | 48      | 43   | 7     |
| 15                   | Uomini celibi                        | 48      | 29   | 22    | 49      | 35   | 12    |
| 20                   | Donne nubili                         | 53      | 31   | 15    | 62      | 28   | 7     |
| Etnia                |                                      |         |      |       |         |      |       |
| 83                   | Bianchi                              | 39      | 40   | 20    | 43      | 46   | 9     |
| 10                   | Neri                                 | 83      | 10   | 7     | 84      | 12   | 4     |
| 5                    | Ispanici                             | 61      | 25   | 14    | 72      | 21   | 6     |
| 1                    | Asiatici                             | 31      | 55   | 15    | 43      | 48   | 8     |
| Religione            |                                      |         |      |       |         |      |       |
| 46                   | Protestanti bianchi                  | 33      | 47   | 21    | 36      | 53   | 10    |
| 29                   | Cattolici                            | 44      | 35   | 20    | 53      | 37   | 9     |
| 3                    | Ebrei                                | 80      | 11   | 9     | 78      | 16   | 3     |
| 17                   | Cristiani rinati                     | 23      | 61   | 15    | 26      | 65   | 8     |
| Età                  |                                      |         |      |       |         |      |       |
| 17                   | 18–29                                | 43      | 34   | 22    | 53      | 34   | 10    |
| 33                   | 30–44                                | 41      | 38   | 21    | 48      | 41   | 9     |
| 26                   | 45–59                                | 41      | 40   | 19    | 48      | 41   | 9     |
| 24                   | 60 e oltre                           | 50      | 38   | 12    | 48      | 44   | 7     |
| Titolo di studio     |                                      |         |      |       |         |      |       |
| 6                    | Licenzia media                       | 54      | 28   | 18    | 59      | 28   | 11    |
| 24                   | Diploma                              | 43      | 36   | 21    | 51      | 35   | 13    |
| 27                   | Università frequentata o in corso    | 41      | 37   | 21    | 48      | 40   | 10    |
| 26                   | Laurea                               | 39      | 41   | 20    | 44      | 46   | 8     |
| 17                   | Master e/o dottorato                 | 50      | 36   | 14    | 52      | 40   | 5     |
| Reddito              |                                      |         |      |       |         |      |       |
| 11                   | Sotto i $15 000                      | 58      | 23   | 19    | 59      | 28   | 11    |
| 23                   | $15 000–$29 999                      | 45      | 35   | 20    | 53      | 36   | 9     |
| 27                   | $30 000–$49 999                      | 41      | 38   | 21    | 48      | 40   | 10    |
| 39                   | $50 000-$75 000                      | 39      | 44   | 17    | 44      | 48   | 7     |
| 18                   | $75 000-$100 000                     | 36      | 48   | 16    | 41      | 51   | 7     |
| 9                    | Sopra i $100 000                     | —       | —    | —     | 38      | 54   | 6     |
| Regione              |                                      |         |      |       |         |      |       |
| 23                   | Est                                  | 47      | 35   | 18    | 55      | 34   | 9     |
| 26                   | Midwest                              | 42      | 37   | 21    | 48      | 41   | 10    |
| 30                   | Sud                                  | 41      | 43   | 16    | 46      | 46   | 7     |
| 20                   | Ovest                                | 43      | 34   | 23    | 48      | 40   | 8     |
| Popolazione          |                                      |         |      |       |         |      |       |
| 10                   | Sopra i 500 000                      | 58      | 28   | 13    | 68      | 25   | 6     |
| 21                   | Tra i 50 000 e i 500 000             | 50      | 33   | 16    | 50      | 39   | 8     |
| 39                   | Periferia                            | 41      | 39   | 21    | 47      | 42   | 8     |
| 30                   | Zone di campagna                     | 39      | 40   | 20    | 45      | 44   | 10    |